# Cosmia nigrata
Cosmia nigrata är en fjärilsart som beskrevs av Karl Schawerda 1927. Cosmia nigrata ingår i släktet Cosmia och familjen nattflyn. Inga underarter finns listade i Catalogue of Life.